# Ancylotrypa kankundana
Ancylotrypa kankundana là một loài nhện trong họ Cyrtaucheniidae. Loài này phân bố ờ Congo.